# حي براقة
حي براقة هو حي شعبي يقع بمدينة الناظور بالمغرب، يعد من أكبر الأحياء في المدينة من حيث نسبة السكان القاطنين به، إضافة إلى احتوائه على عدد من دواوير منها دوار أيت عيسى، وإمسعودن، وإفارميون، وأخندوق وغيرها، كما أنه يقع قرب حي عريض، وأولاد ميمون.

## المشاكل
تعاني المنطقة ككل والحي خاصة من تهميش المسؤولين، إضافة إلى مشاكل التلوث البيئي والسكن العشوائي وغير المنظم.